# Piestpolders

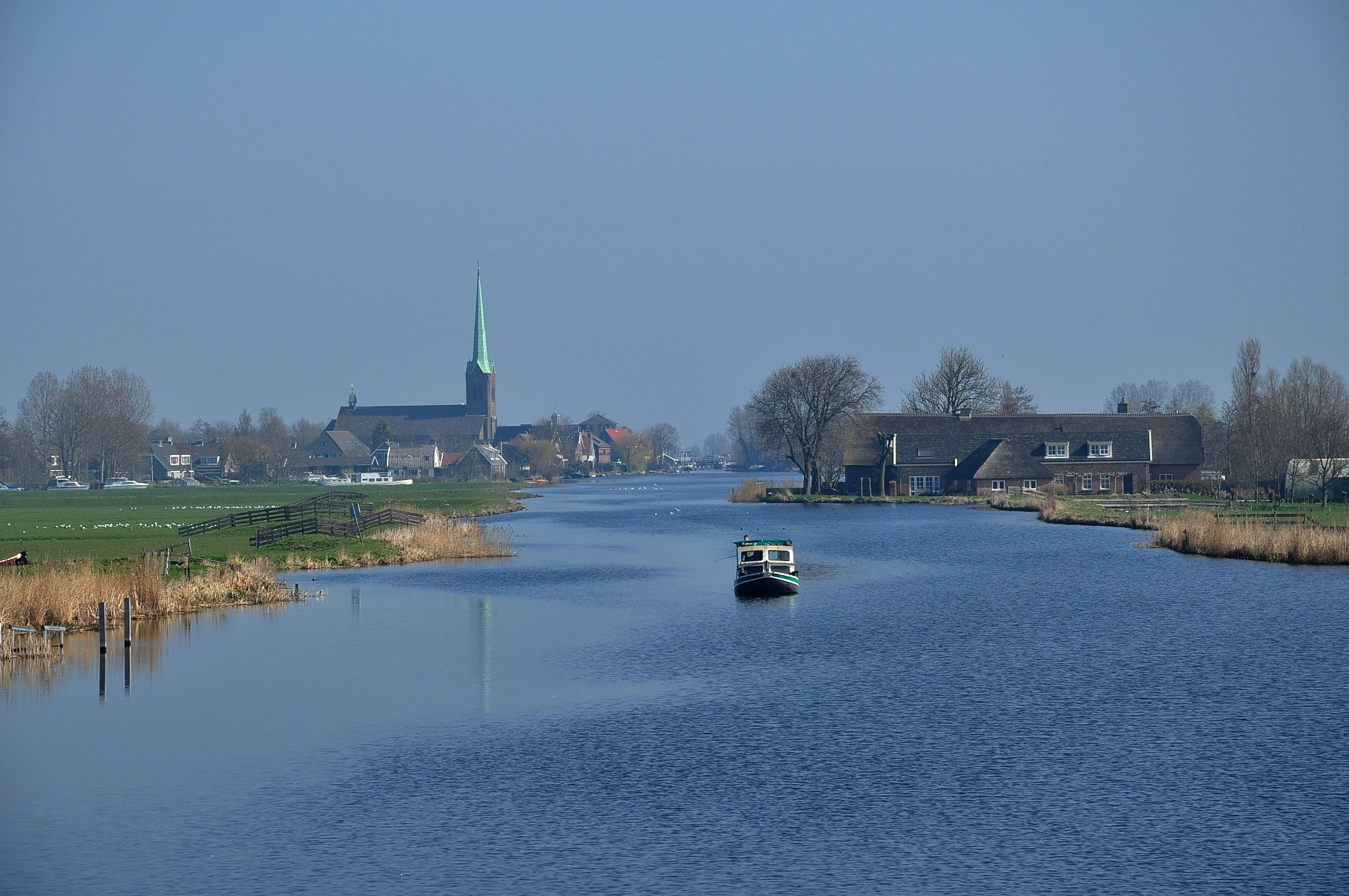
Zicht op Hoogmade over de Does; links de Piestpolders

De Piestpolders liggen ten zuidwesten van Hoogmade in de gemeente Kaag en Braassem (provincie Zuid-Holland).
Het zijn feitelijk drie poldereilandjes op een rij, gelegen aan de Does. Zij vormden een zelfstandig waterschap tot 1978. Momenteel vallen ze onder de waterstaatkundige verantwoordelijkheid van het Hoogheemraadschap van Rijnland.

## Beschrijving
De Piestpolder bestaat uit drie op een rij gelegen eilandjes, die gezamenlijk de vorm van een spits trapezium hebben waarvan de 'punt' naar het centrum van Hoogmade wijst. De eilandjes worden wel -van groot naar klein- "Grote Piest", "Midden-Piest" en de "Kleine Piest" genoemd. De Kleine Piest wordt ook wel "TeelPiest" of "Tuinders-Piest" genoemd. De polders worden in het zuiden begrensd door de Does, in het noorden door de Voorwetering en in het westen (aan de 'basis' van het trapezium) door de Zuidzijdervaart. Hoewel de poldertjes tegen de dorpskern van Hoogmade aanliggen hebben ze in bestuurlijke zin nooit tot Hoogmade behoord maar tot Woubrugge. Sinds de 13e eeuw zijn Hoogmade en Woubrugge namelijk aparte heerlijkheden geweest met de Voorwetering (die in die tijd de Schey sloot heette) als grens. Ook toen begin 19e eeuw de gemeente als bestuursvorm werd ingevoerd, werden Hoogmade en Woubrugge aparte gemeenten met de Schey sloot/Voorwetering als grens. In 1855 werd Hoogmade ingelijfd in de gemeente Woubrugge en pas toen 'hoorden' de Piestpolders ook tot Hoogmade.
De Grote Piest heeft een oppervlakte van 10,4 ha; de Middenpiest van 2,1 ha en de kleine Tuinders-Piest slechts 1,0 ha. Totaal 13,5 ha.
Van het totale oppervlakte is ca. 90% grasland. Op het middelste poldertje staat één woonhuis uit 1924/25, met schuren. Beide andere poldertjes zijn onbewoond: op het grootste poldertje staan 2 loodsen; op het kleinste poldertje zijn volkstuintjes. De poldertjes liggen ongeveer anderhalve meter beneden NAP. Er staat geen molen meer. In de tabel hieronder zijn enige kerngegevens opgenomen.
| Enige kerngegevens van de drie Piestpolders (met winter- en zomerpeil wordt bedoeld het waterpeil in de polders) |               |                       |               |                  |                 |                        |
| Polder | Opper- vlakte | Hoogte maaiveld (NAP) | Bodem- daling | Winterpeil (NAP) | Zomerpeil (NAP) | Grondgebruik           |
| Grote Piest | 10,4 ha       | −1,32 m               | 9 mm/jaar     | −2,12 m          | −2,02 m         | 96% grasland           |
| Midden-Piest | 2,1 ha        | −1,60 m               | 9 mm/jaar     | −2,17 m          | −2,07 m         | 86% grasland           |
| Tuinders-Piest                                                                                                   | 1,0 ha        | −1,65 m               | 9 mm/jaar     | −2,17 m          | −2,07 m         | 82% gras + volkstuinen |

De bodem in de twee kleinste poldertjes bestaat voor het overgrote deel uit weideveengrond. De bodem in de westelijke Grote Piest bestaat grotendeels uit liedeerdgronden (een kleiige bovengrond van circa 30 cm op een ondergrond van zware klei
(30 cm) op bosveen of eutroof broekveen). De Grote Piest ligt hoger dan de twee andere poldertjes. In alle poldertjes is sprake van een vrij sterke bodemdaling door inklinking.
In de structuurvisie van de provincie Zuid-Holland (vastgesteld in 2010 en geldig tot 2020 met een doorkijk naar 2040) hebben de Piestpolders de functie "agrarisch landschap" gekregen met de kwaliteit "veenweidelandschap". Een groot deel van de Piestpolders behoort tot een “topgebied” voor het culturele erfgoed. De Piestpolders liggen in het plangebied van het 'Landschapsontwikkelingsplan Rijn- en Vechtstreek'. Op de cultuurhistorische waardekaart van de provincie Zuid-Holland zijn de randen van de Piestpolders aangemerkt als historisch landschappelijke lijnen met een hoge waarde.

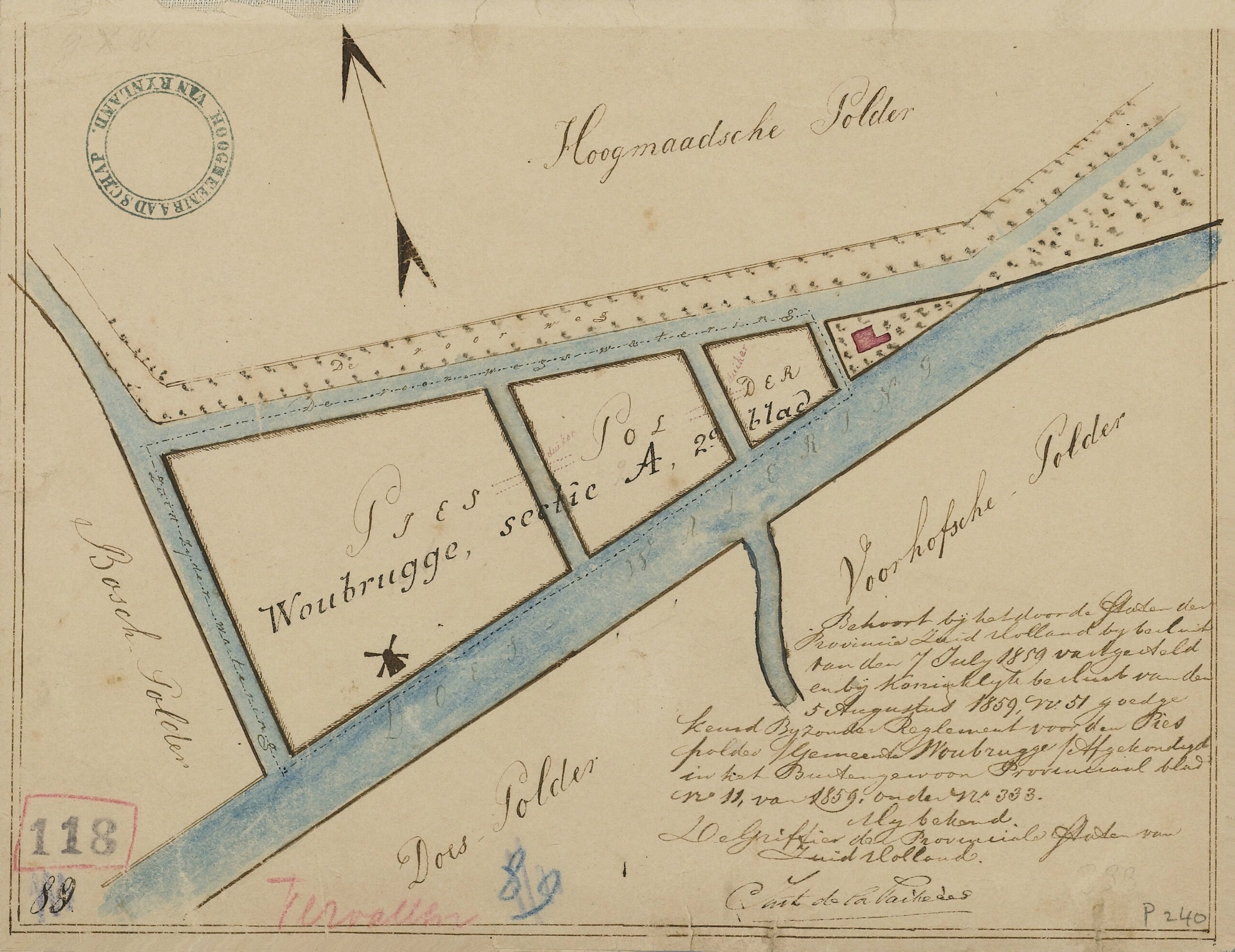
Grenskaart van de Piestpolders, behorende bij het bijzonder reglement voor deze polders, 1859

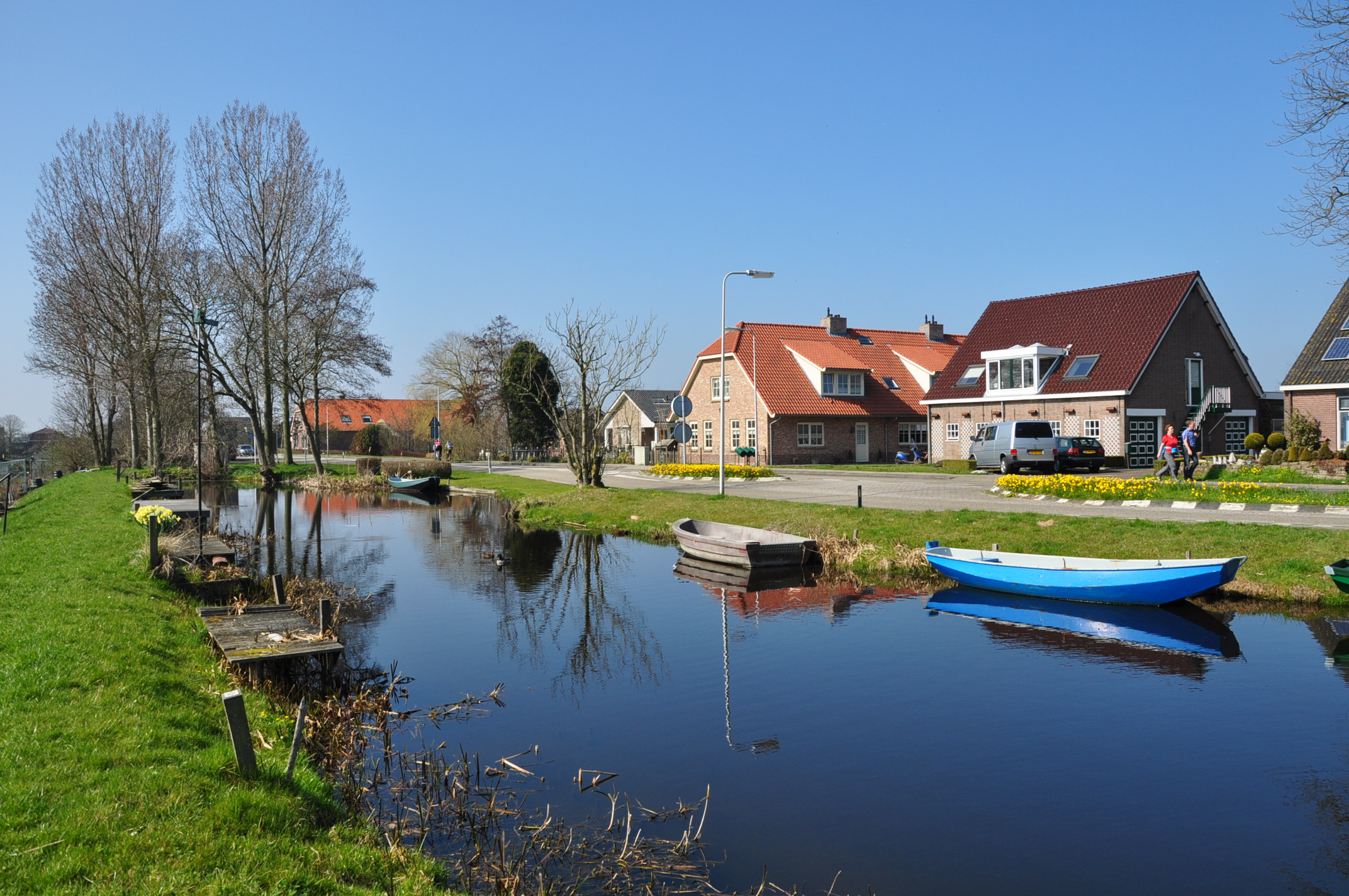
Voorwetering en Van Klaverwijdeweg, met links de kade van de zgn. "Tuinders-Piest"

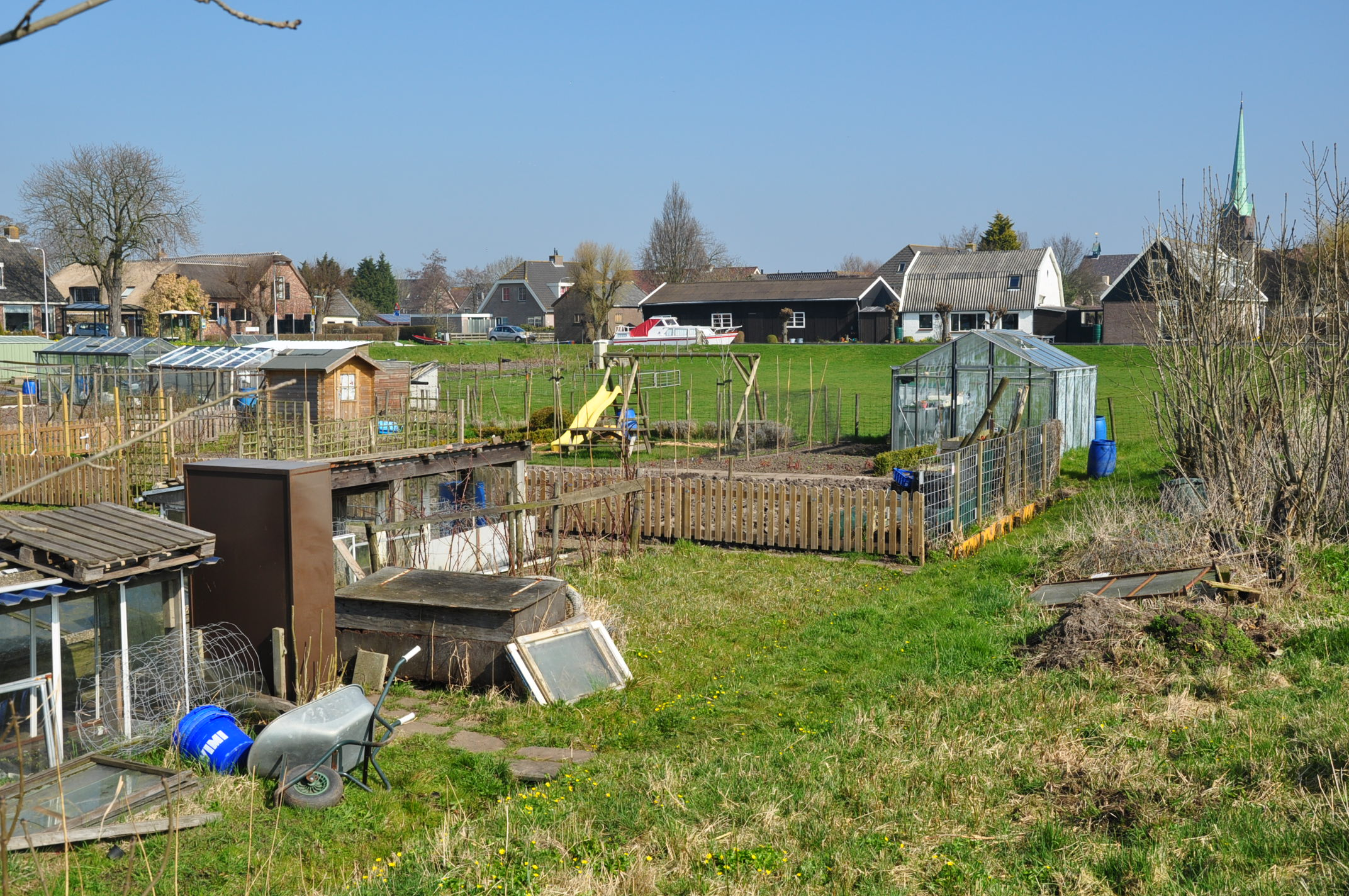
Volkstuintjes in het kleinste Piestpoldertje

## Geschiedenis
Prehistorie: In de Grote Piest bevindt zich een gebiedje dat gekenmerkt wordt als geulafzetting/stroomgordel (een restant van een voormalige rivier of geul). Deze stroomgordel is op deze luchtfoto goed te zien. Zulke gordels werden wel bewoond vanaf de Bronstijd, IJzertijd of Romeinse tijd en hebben vaak een grote kans op archeologische sporen.

Ontstaansgeschiedenis van de poldertjes: Hierover bestaan een aantal gegevens, die evenwel geen compleet beeld verschaffen. Vrij zeker lijkt dat de drie poldertjes onafhankelijk van elkaar zijn ontstaan tussen 1593 en 1677. In dat laatste jaar werden ze samengevoegd tot één polder (één bemalingseenheid). Een overzicht:

Het eerste poldertje werd gesticht in 1593. Dat voorjaar vroeg de Hoogmadese timmerman Rippert Jansz. Bos aan het Hoogheemraadschap of hij op een stuk land, genaamd de Piest, een windwatermolentje mocht zetten. Toen zowel het Hoogheemraadschap als de bevolking daarmee akkoord gingen, kreeg Bos op 2 april 1593 toestemming: "Rippert Jansz. Bos, thimmerman wonende op Hogemade is bij Dijcgrave en Hogeheemraden van Rijnland geconsenteert dat hij op een stuck lants gen. de Piest leggende in Jacobswoude een wintwatermolentgen sal mogen doen stellen om 't selven lant alsoo drooch gemalen en des te bequamer gebruijct te mogen worden. Ende dit geduyrende tot wederzeggen. Desen 2den Aprillis 1593".
 In 1626 wilden Jan Cornelisz Ouwelant uit Hoogmade en Jan Fransz uit Leiderdorp 4 morgen land (ca. 3,5 ha), genaamd de Piest, bepolderen (dus méér dan alleen maar een molentje plaatsen). Wederom had noch het Hoogheemraadschap, noch de bevolking een bezwaar en werd op 29 juni 1626 toestemming gegeven. Het molentje kwam langs de Does. Uit geen van beide gevallen blijkt om welk van de drie eilandjes het ging. Eerst in 1677 wordt voor het eerst van drie poldertjes gesproken met een gezamenlijk oppervlakte van 19 morgen (ca. 16 ha) en vier ingelanden: Huijbert Jacobsz. van der Does, Adriaen Pietersz Doeswijck, Willem Jacobsz. Heugelenburg en Neeltgen Engelsdr. Zij willen de drie poldertjes samenvoegen tot één polder met één molen, onder meer omdat het onderhoud van drie molentjes op zo weinig land tot "onverdraegelick sware oncosten" leidt. Tussen de poldertjes komen dan twee duikers; het molentje komt op de meest westelijke (grootste) polder. Het hoogheemraadschap verleent toestemming voor de samenvoeging, als volgt: "In manieren hier naer verclaert is, bij de personen hier ondergeteyckent, alle ingelanden tusschen de Does ende de Vrije Grontheerlicheit van Hoochmade en tusschen den Hoorenwijck (nu de Zuidzijdervaart genoemd) ende Claes Joppen van Leeuwen, in den Ambachte van Jacobswoude geresolveert en geaccordeert omme de landen aldaar gelegen onder een corpus te brengen, offe van een molen bemaelen te werden, en dat op de navolgende conditiën." Die conditiën betroffen 17 voorwaarden in een polderreglement. Daarin werden zaken geregeld als de hoogte van de kaden, het beheer van de duikers, de eisen aan de molenaar en de bemaling, de momenten waarop de sloten geschouwd moesten worden, voorschriften voor het baggeren, het opleggen van boetes etc.

## Waterbeheer
Bemaling: De drie poldereilandjes waren via twee duikers met elkaar verbonden en de bemaling geschiedde door een kleine vijzelmolen van het type grondzeiler. Deze stond aan de zuidrand van het grootste, meest westelijke eilandje. Het water werd uitgeslagen op de Does. Beide duikers dateren van vóór 1900; het waren grote houten buizen van zeker 20 meter lang, onder de kades en het boezemwater door, op ongeveer 1 meter diepte en afgedekt met klei als bescherming tegen lekken en schade door schepen. In okt. 1925 werd een besluit genomen de polders op het elektriciteitsnet aan te sluiten, zodat de bemaling kon worden overgenomen door pompen. De molen werd daarop in 1927 gesloopt. Volgens een beschrijving uit 1949 werd de bemaling echter al snel opnieuw aan een molen toevertrouwd, ditmaal de Hoogmadese molen die op meer dan een kilometer afstand in de Hoogmadesche Polder staat. Daarbij werden wederom duikers gebruikt. De eerste duiker loosde het water van het eerste (grootste) poldertje naar het tweede poldertje; het tweede poldertje liet het water aflopen naar het derde (kleinste) poldertje en vandaar stroomde het onder de Van Klaverweijdeweg door naar de dieper gelegen Hoogmadesche polder, vanwaar het werd weggepompt. In de huidige situatie zijn de twee duikers tussen de drie poldertjes afgesloten en loost elk poldertje via een stuw en een grondduiker onder de Voorwetering zijn overtollige water op de Hoogmadesche Polder. Van daaruit wordt het door een vijzelgemaal gesitueerd in de Hoogmadese molen uitgeslagen op de boezem (Noord Aa). Elk poldertje is dus nu een apart peilvak en heeft dus een individueel door het Hoogheemraadschap bepaald waterpeil. Om die reden lijkt het eigenlijk juister te spreken van Piestpolders (meervoud) dan van Piestpolder.
De twee kleinste poldertjes hebben een zomerpeil van 2,07 m beneden NAP en een winterpeil van 2,17 m beneden NAP. Bij het grootste poldertje is dit 2,02 resp. 2,12 m beneden NAP. Bij een boezempeil in de Does van gemiddeld 0,60 m beneden NAP ligt het waterpeil in de poldertjes dus ca. 1,5 m lager dan dat van de Does.
Bestuurlijke organisatie: Het waterkwaliteit- en waterkwantiteitsbeheer van de polders is sinds 2005 in handen van het Hoogheemraadschap van Rijnland.
 Hier gingen diverse administratieve indelingen aan vooraf. Aanvankelijk waren de poldertjes een zelfstandig waterschap, net als tientallen andere "inliggende" polders binnen het Hoogheemraadschap. Die zelfstandige situatie bleef bestaan toen de bemaling in 1949 werd overgenomen vanuit de Hoogmadesche Polder. Pas in 1978 ging het waterschap Piestpolders op in het fusiewaterschap De Oude Veenen, samen met een grote groep andere polders, waaronder ook het waterschap Hoogmadesche Polder. De Oude Veenen wijzigde zijn naam in 1990 in De Veen- en Geestlanden en fuseerde in 1995 met het waterschap De Aarlanden tot De Oude Rijnstromen. Van 1995 tot 2005 viel de Piestpolder onder De Oude Rijnstromen. De Oude Rijnstromen was op dat moment een van de nog slechts 3 resterende "inliggende" waterschappen binnen het Hoogheemraadschap. Op 1 januari 2005 volgde een laatste schaalvergrotings-ronde waarbij deze drie fuseerden en opgingen in het Hoogheemraadschap van Rijnland, zodat er nog maar één waterschap in het gebied van Rijnland overbleef.

## Piespolders vs. Piestpolders
De Piestpolders werden eeuwenlang abusievelijk Piespolders genoemd, en dat stond ook zo op landkaarten. De naamscorrectie vond pas plaats in 1949 toen Gedeputeerde Staten, bij een herziening van de grensomschrijving van de polders ontdekten dat de naam Piespolder eigenlijk een historische fout was. In het zgn. Morgenboek van Esselijkerwoude (het huidige Woubrugge) uit 1544 vond men namelijk de volgende tekst: "Dat land hoert toe dat Monickencloester tot Leijderdorp ende is genaemt Die Piesten, leggende voer Hogemade, ende Nijclaes Symonsz. ende Dirck Louwerensz. met meer andere bruijckers, ende is groot 19 morgen 388 roeden." Nadat vast was komen te staan dat "Die Piesten" inderdaad hetzelfde stuk land betrof als de Piespolder, was de naamswijziging een feit, hoewel ook nog namen als de Driehoekspolder of Rippert-Bospolder zouden zijn overwogen (naar de persoon die de polder voor het eerst zou hebben bemalen). Na de naamscorrectie bleven zelfs gedetailleerde topografische kaarten van Nederland tot 1958 hardnekkig de naam Piespolder gebruiken.

## Drie of vier poldertjes?

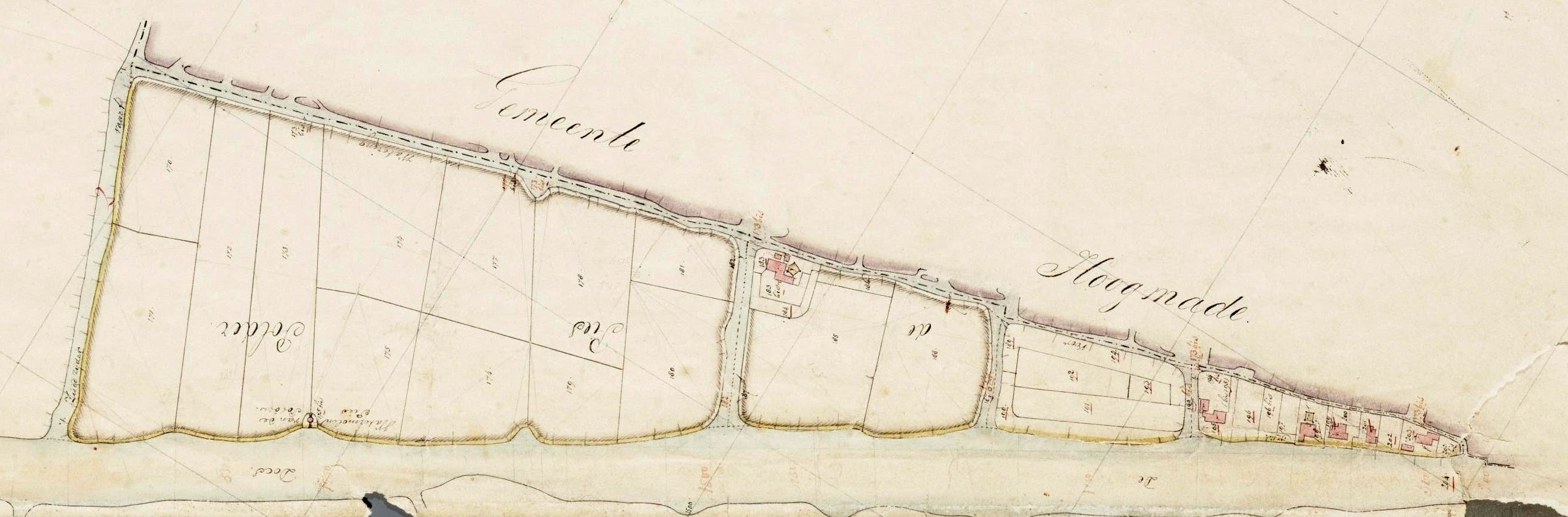
Kadasterkaart uit 1829 van de Piestpolder, die hier uit vier poldereilandjes bestaat en abusievelijk als Piespolder is aangegeven.

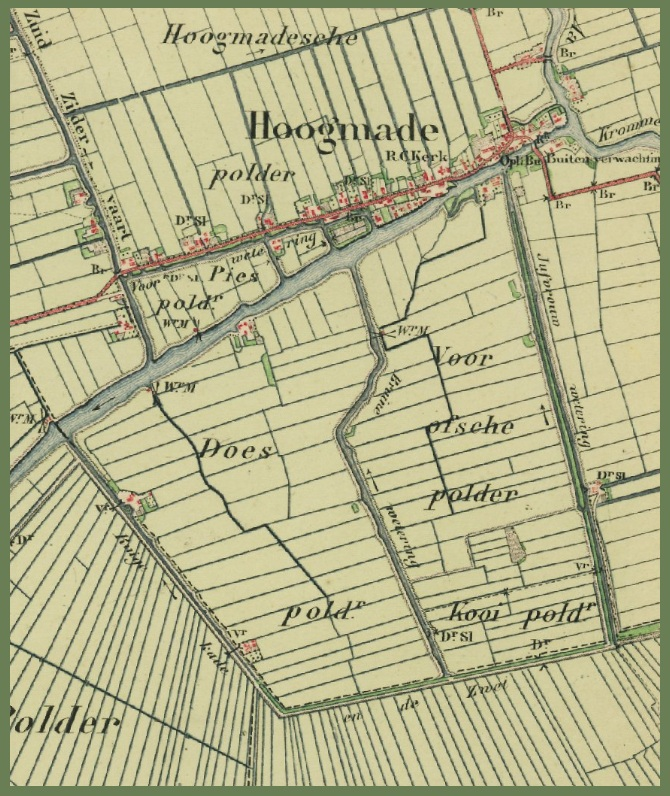
Hoogmade en omringende polders op een topografische militaire kaart uit 1876.

Beschrijvingen van de Piestpolders gaan steevast uit van drie poldereilandjes. Oudere landkaarten geven echter vaak vier eilandjes aan. Kadasterkaarten uit het begin van de 19e eeuw tonen duidelijk een vierde, smal en spits driekhoekig eilandje dat tot in het centrum van Hoogmade steekt en waarop 5 huizen staan, terwijl op de drie grotere eilandjes maar één huis staat. Een grenskaart van de Piestpolders uit 1859 behorende bij het polderreglement toont 4 eilandjes maar geeft duidelijk aan dat er slechts 3 tot de polder behoren. Het zgn. Kuyper-gemeentekaartje van Woubrugge uit 1867 toont 4 eilandjes. Een topografische militaire kaart uit 1876 toont nog maar drie eilandjes maar de contouren van het vierde eilandje zijn zeer herkenbaar; het lijkt "aangegroeid" aan de dorpskern en slechts door een smal slootje daarvan gescheiden. Dit slootje -het laatste stukje van de Voorwetering- was tegen 1946 een stinkende bron van ergernis geworden voor het hele dorp. Vier burgemeesters hadden zonder succes getracht er iets aan te doen. Maar in dat jaar lukte het Burgemeester van Fenema de sloot te laten dempen en er riolering aan te leggen; op die plaats ligt nu de Van Fenemalaan. Deze 'laan' is overigens niet meer dan een grindpad. Hoewel de bebouwing aan deze laan onbetwistbaar tot de dorpskern van Hoogmade behoort, lagen de huizen ten zuiden van de laan (dus die ooit op het 4e eilandje lagen) tot 1855 niet in de Hoogmade maar in de gemeente Woubrugge!
Daarmee is de vraag of het 4e eilandje nu wel of niet tot de Piestpolder behoorde niet beantwoord. Naar verluidt betrof het hier 'boezemland' en waterde het 4e eilandje op natuurlijke wijze (dus zonder bemaling) af en behoorde het daarom niet tot de polder. Maar het Aardrijkskundig Woordenboek der Nederlanden (een standaardwerk uit 13 delen uit de periode 1839-1851) zegt dat de polder 6 huizen telt waaronder 1 boerderij, hetgeen slechts kan betekenen dat het 4e eilandje wél tot de Piestpolder werd gerekend. Recente informatie van het Hoogheemraadschap van Rijnland ten slotte geeft aan dat dit deel van de bebouwde kom van Hoogmade wel degelijk wordt bemalen, echter als deel van de Hoogmadesche Polder en met een vast peil van −2,30 m NAP (een ander -en lager- peil dus dan in de drie Piestpoldertjes).

## Dreigingen

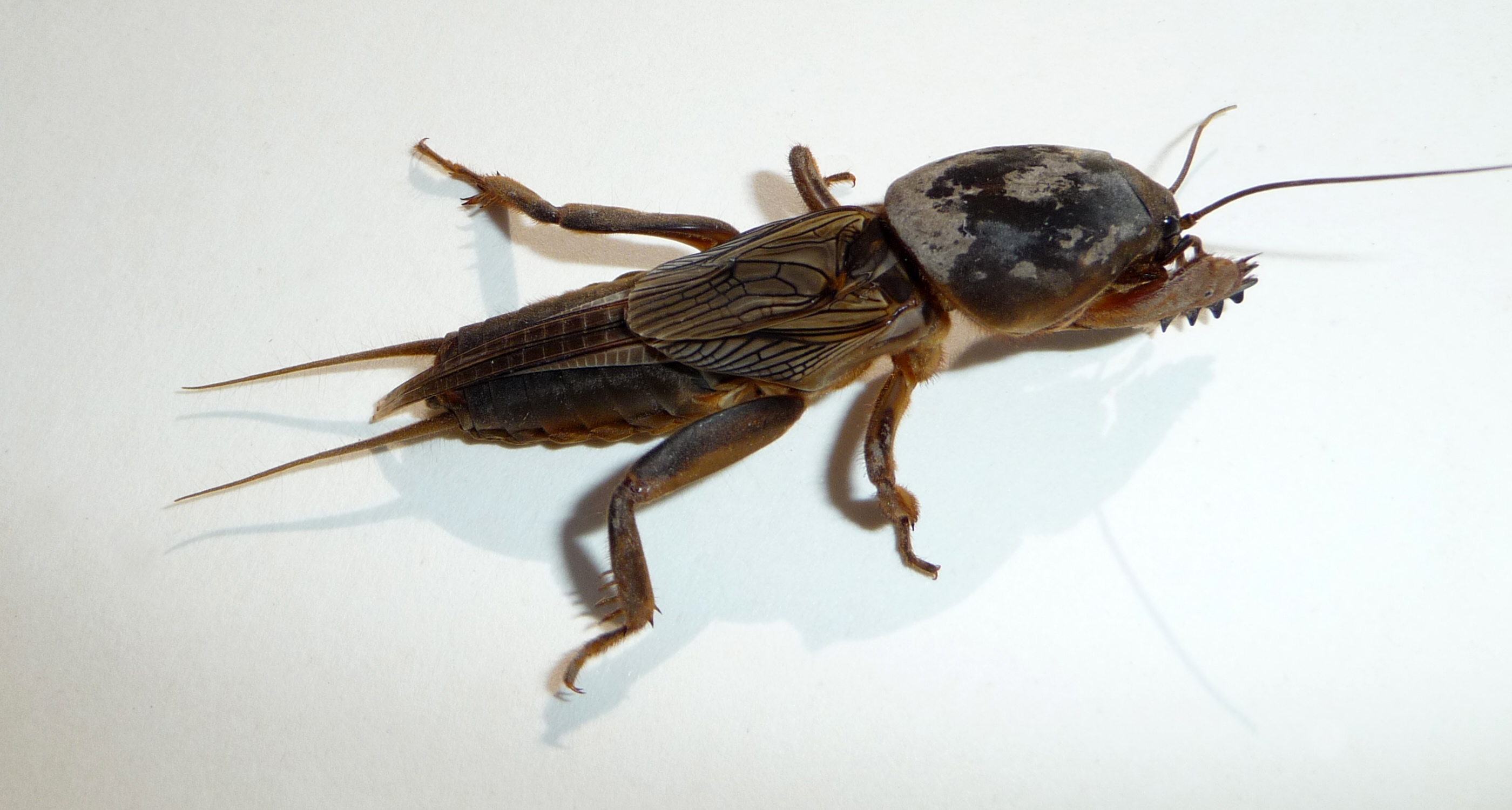
Veenmollen veroorzaken veel tuinbouwschade in het 3e Piestpoldertje

In de afgelopen decennia is het landelijke karakter van de Piestpolders verschillende malen bedreigd geweest, doch steeds werden ontwikkelingsplannen afgewend.
In de jaren 1970 nam het sluipverkeer tussen Alphen a/d Rijn en Leiden via het centrum van Hoogmade toe en werden plannen ontwikkeld voor een omleidingsweg ten zuiden van de dorpskern. Vier van de acht tracés die daarvoor in 1976 werden gepresenteerd liepen dwars door de Piestpolders richting een te bouwen brug over de Does. Deze vier tracés leken dermate realistisch dat de Provincie Zuid-Holland de polders alvast aankocht. Uiteindelijk werd echter voor de N446 een route gekozen met een veel ruimere zuidelijke bocht om Hoogmade heen, waarbij de poldertjes geheel ontzien werden. De rondweg was in 1988 gereed. Nu de Provincie de poldertjes niet langer nodig had werden zij in 1990 te koop aangeboden en werd de huur van volkstuintjes op 1 feb. 1990 opgezegd. Dat zorgde voor enige commotie; de vrees bestond dat een projectontwikkelaar de poldertjes zou kopen en bebouwen en dat het vrije uitzicht op de Does zou verdwijnen. De gemeente Woubrugge kocht de poldertjes echter zelf voor Hfl. 113.000,- en de volkstuintjes zijn er tot op de dag van vandaag.
Intussen had in 1981 een zaak gediend voor de Raad van State waarmee scheepswerf Colijn uit het centrum van Hoogmade een gedwongen verhuizing naar de Piestpolder trachtte te voorkomen. Het bedrijf, met "weinig aantrekkelijke" gebouwen aan beide zijden van de Kerkstraat (de hoofdstraat) paste volgens de gemeenteraad niet langer op die locatie. De verhuizing van de werf was al voorzien in het bestemmingsplan uit 1974 van de gemeente Woubrugge (waar Hoogmade toen onder viel) en was goedgekeurd door Provinciale Staten in 1978, maar de gemeente wilde Colijn niet de totale verhuiskosten vergoeden. De werf verhuisde uiteindelijk niet naar de Piestpolder, maar bleef nog 21 jaar in het centrum. In 2002 werd de werf gesloopt om plaats te maken voor het nieuwe dorpshart.
Ook vage plannen uit 1997 voor een passantenhaven voor de pleziervaart in de Piestpolders werden nooit gerealiseerd.
Momenteel (2014) bestaan de poldertjes al meer dan 420 jaar en hebben nog steeds een landelijk karakter, met één woonhuis op het middelste poldertje zoals hierboven beschreven. De tuinders op het kleinste poldertje worden al meer dan 60 jaar geplaagd door veenmollen, Gryllotalpa gryllotalpa.